# Чортові пірнальники (фільм, 1931)
Чортові пірнальники (англ. Hell Divers) — американська пригодницька мелодрама режисера Джорджа У. Хілла 1931 року. Фільм був показаний у Сан-Бернардіно 29 жовтня 1931 року, але не вийшов на екрани до 16 січня 1932 року.

## Сюжет
Історія конкуренції між двома пілотами Бірі і Гейблом під час служби, на чергуванні і поза ним. Чоловікам доводиться подолати безліч перешкод, щоб урешті-решт стати найкращими друзями.

## У ролях
- Воллес Бірі — Вінді
- Кларк Гейбл — Стіві
- Конрад Нейджел — Дюк
- Дороті Джордан — Енн
- Марджорі Рембо — Мамі Келсі
- Марі Прево — Лулу
- Кліфф Едвардс — Белді
- Джон Мільян — Гріффін
- Лендерс Стівенс — Адмірал
- Рід Хоус — лейтенант Фішер
- Алан Роско — капітан
- Френк Конрой — капелан